# Пиковая дама (фильм, 1949)
«Пи́ковая да́ма» — британский фантастический фильм ужасов 1949 года режиссёра Торолда Дикинсона, по одноимённой повести А. С. Пушкина.
Фильм был номинирован в категории «Лучший британский фильм» премии BAFTA (1950), на «Золотую пальмовую ветвь» Каннского кинофестиваля (1949), а актриса Эдит Эванс номинировалась на премию «Лучшая актриса» Сообщества кинокритиков Нью-Йорка (1949).
Фильм 50 лет считался утерянным, но в 2009 году был обнаружен, показан в ряде британских кинотеатров, а в 2010 году вышел на DVD.

## Сюжет
Санкт-Петербург, 1806 год. Герман Суворин, офицер, но происходит из рабочего класса, и поэтому его отвергают более богатые офицеры из аристократов. Он начинает играть в азартные карточные игры. Ему рассказывают о пожилой графине, которая якобы продала душу дьяволу в обмен на успех в игре…

## В ролях
- Антон Уолбрук — капитан Герман Суворин
- Эдит Эванс — старая графиня Раневская
- Ивонн Митчелл — Лизавета Ивановна
- Рональд Ховард — Андрей
- Мери Джеррольд — старуха Варварушка
- Энтони Доусон — Фёдор
- Майлс Маллесон — Цыбукин
- Майкл Медуин — Ховайский
- Афин Сейлер — княгиня Ивашина
- Ивор Бэрнэрд — продавец книг
- Маруся Дмитриевич — цыганка-танцовщица
- Виолетта Прохорова — цыганка-танцовщица
- Полин Теннант — юная княгиня
- и другие

## Съёмки
Декорации созданы по оригинальным эскизам Оливера Мессела, он же был художником по костюмам.

## Критика
В 1949 году в газете The New York Times кинокритик Босли Краузер писал: «великолепно подобранный актёрский состав, изысканная барочная постановка и постановка напряженного и поразительного рода. Если вы хотите романтической дрожи, то это, несомненно, ваш фильм».
В 2009 году Мартин Скорсезе говоря, что Торольд Дикинсон — недооценённый режиссёр, сказал о «Пиковой даме», что «этот потрясающий фильм — один из немногих истинных классических фильмов сверхъестественного кино».
Деннис Шварц в своём «World Movie Reviews» оценил фильм на высший балл «А», назвав его «мастерски снятой сюрреалистической атмосферной сверхъестественной сказкой».
На 2021 года на сайте-агрегаторе рецензий «Rotten Tomatoes» фильм имеет рейтинг 95 %.